# Bergsvessla
Bergsvessla (Mustela altaica) är ett rovdjur som förekommer i asiatiska bergstrakter. Arten ingår i släktet Mustela som tillhör familjen mårddjur.

## Utseende
Kroppens längd (huvud och bål) ligger mellan 22 och 29 cm och svansens längd mellan 9 och 15 cm. Hanar är med en vikt av 220 till 350 gram betydligt större än honor som väger 120 till 220 gram. Pälsen är på ovansidan grå till gråbrun (sommar) eller ljusbrun till gulaktig (vinter). Undersidan är nästan vit.

## Utbredning och habitat
Arten förekommer från södra Sibirien till Himalaya samt i norra Kina och Korea. Habitatet är stäpper eller regioner med träd, vanligen upp till 3 500 meter över havet. I Bhutan når arten 5200 meter över havet.

## Ekologi
Bergsvesslan livnär sig huvudsakligen av sorkar, möss och pipharar samt av småfåglar och insekter. Den är oftast aktiv i gryningen eller på natten. Det antas att individerna utanför parningstiden lever ensam liksom hos andra vesslor. De har bra förmåga att springa, simma och klättra. När de känner sig hotade skriker de högt. Dessutom avsöndrar de en illa luktande vätska från analkörtlarna.
Parningen sker oftast i februari eller mars och efter 30 till 49 dagar dräktighet föder honan 1 till 8 ungar. Före födelsen bygger honan en lya och när ungarna föds är de blinda och nästan nakna. Ungarna diar sin mor cirka två månader och sedan blir de självständiga. De lämnar sin mor men kan leva tillsammans till hösten. Livslängden uppskattas med 7 till 10 år.

## Status
Djurets päls används bara i mindre mått till kläder men jakt förekommer, till exempel som sport. Bergsvesslan hotas även av husdjur som betar på ursprungliga ängar. Förändringen gör gräsmarken olämplig för vesslan. IUCN uppskattar att beståndet minskar med 30 procent under de följande 10 åren och listar arten som nära hotad (NT).